# Makarski kotar
Makarski kotar je bio jedan od kotara u austrijskoj carskoj pokrajini Dalmaciji. Prostirao se je 1900. godine na 538 km2.
Godine 1900. u Makarskome je kotaru živjelo 25.588 stanovnika.

## Kotarski poglavari
- Francesco Simonelli 1909. – 1911.